# Tokyo Indoor 1985
Il Tokyo Indoor 1985 è stato un torneo di tennis giocato sintetico indoor. È stata l'8ª edizione del Tokyo Indoor, che fa parte del Nabisco Grand Prix 1985. Si è giocato a Tokyo in Giappone dal 21 al 27 ottobre 1985.

## Campioni

### Singolare maschile
Ivan Lendl ha battuto in finale  Mats Wilander con il punteggio di 6–0, 6–4

### Doppio maschile
Ken Flach /  Robert Seguso hanno battuto in finale  Scott Davis /  David Pate con il punteggio di 4–6, 6–3, 7–6